# Great Tew
Great Tew – wieś w Anglii, w hrabstwie Oxfordshire, w dystrykcie West Oxfordshire. Leży 27 km na północny zachód od Oksfordu i 104 km na północny zachód od Londynu. W 2001 miejscowość liczyła 153 mieszkańców.